# Kermit Erasmus
Kermit Romeo Erasmus (Port Elizabeth, 8 luglio 1990) è un calciatore sudafricano, attaccante dei Casric Stars.